# Long term potentiation

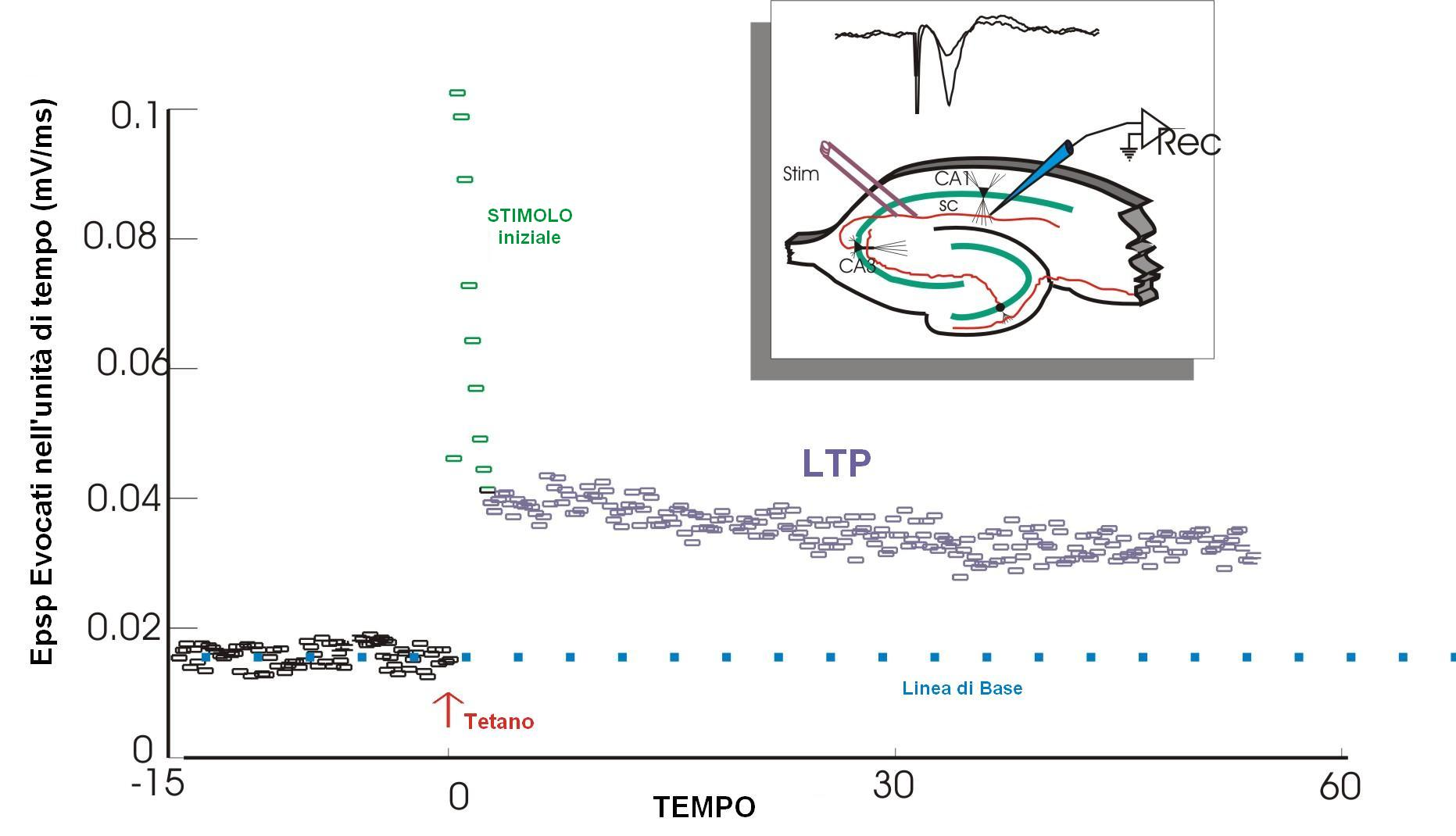
Una Long Term Potentiation. All'istante 0 viene dato uno stimolo tetanico. Da questo momento in poi la cellula è potenziata e produrra un numero maggiore di EPSP nell'unità di tempo.

Con il termine long-term potentiation (tradotto letteralmente: potenziamento a lungo termine), meglio conosciuto come LTP, in campo neurobiologico, ci si riferisce ad una forma di plasticità sinaptica che consiste in un aumento a lungo termine della trasmissione del segnale tra due neuroni, ottenuto stimolandoli in maniera sincrona. Si intende un particolare processo fisiologico caratterizzato da una serie di modificazioni molecolari indotte da una stimolazione tetanica sulla funzione e sulla microstruttura di una o più giunzioni sinaptiche.

## Considerazioni anatomiche

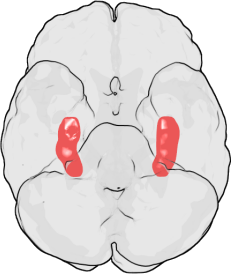
Immagine che illustra la posizione dell'ippocampo.

Tali fenomeni avvengono nelle cellule nervose; in particolare sono stati studiati fenomeni che riguardano l'ippocampo e le strutture ad esso correlate.

## Fisiologia
Per indurre potenziamento a lungo termine è necessario che la membrana post-sinaptica sia depolarizzata nell'intervallo di tempo in cui il terminale pre-sinaptico libera glutammato. Si può ottenere sperimentalmente questa situazione usando la stimolazione tetanica. Il legame con il glutammato apre i canali dei recettori AMPA (in cui passano ioni sodio e potassio), mentre la depolarizzazione che ne consegue fa staccare gli ioni magnesio per repulsione elettrostatica dai recettori NMDA consentendo il passaggio (oltre al sodio e al potassio) anche agli ioni calcio.
Il calcio è l'elemento centrale del processo perché, una volta raggiunta una certa concentrazione nella cellula, è in grado di attivare un processo per cui i recettori AMPA presenti nella cellula vengono trasferiti sulla membrana e i recettori già presenti lasciano passare una maggiore quantità di ioni. La sinapsi risulta così rinforzata. Inoltre, il calcio è in grado di attivare un secondo processo che porta alla creazione di nuovi recettori AMPA che, una volta inseriti nella membrana, modificano permanentemente la forza di connessione. Questo fenomeno assume un'enorme importanza a livello dei neuroni centrali, soprattutto nei neuroni del sistema ippocampale.
Un evento del tutto fisiologico di breve durata è quindi in grado di causare una modifica sinaptica duratura: dopo la stimolazione tetanica, il neurone bersaglio rafforzato dalla LTP è molto più responsivo e produce EPSP (excitatory postsynaptic potential) più ampi per molto tempo. Ricerche condotte su topi hanno mostrato che la LTP nell'ippocampo è effettivamente collegata con la memoria a lungo termine.
È inoltre chiaro che, a discrezione della corteccia cerebrale, neuroni modificati con LTP, devono poter essere "resettati" e riportati alle "condizioni di partenza". Questo processo avviene per mezzo della Long term depression, LTD, un'altra forma di plasticità sinaptica.

## Biologia molecolare e biochimica

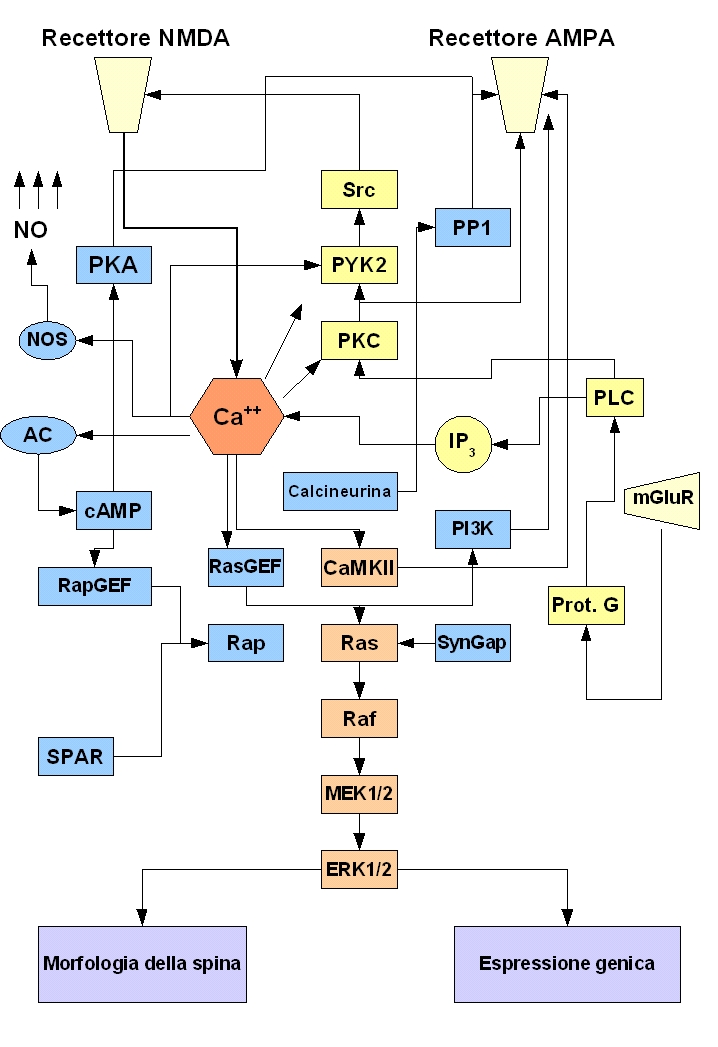
Meccanismo di trasduzione che porta alla generazione e al mantenimento della LTP. Si noti il ruolo centrale del calcio.

### Innesco della Long term potentiation
Nei neuroni post-sinaptici, sono presenti il recettore AMPA (cinetiche rapidissime e poco affini per il glutammato) e il recettore NMDA (recettori complessi a cinetiche lente, molto affini per il glutammato, bloccati da ioni magnesio a potenziali inferiori di -40mV). I recettori AMPA, poco affini per il glutammato, si aprono ad alte concentrazioni di questo neurotrasmettitore. Le alte concentrazioni sono chiaramente fornite dalla stimolazione tetanica (100Hz per 1s) nel neurone pre-sinaptico, condizione sufficiente alla fusione di moltissime vescicole sinaptiche. L'apertura dei recettori AMPA, implica l'ingresso di un elevato numero di ioni sodio, condizione per la quale si può avere una depolarizzazione della membrana fino a -40mv. Questo potenziale di membrana è necessario per rimuovere il blocco da magnesio nei recettori NMDA.
Il recettore NMDA, libero dal blocco e legante il glutammato è dunque libero di far passare sodio, ma soprattutto, calcio. L'entrata di calcio (si ricordi che il calcio è un importantissimo messaggero cellulare) a potenziali depolarizzati, svolge un ruolo essenziale: il calcio è in grado di attivare la CaMKII, una chinasi calcio e calmodulina-dipendente, in grado a sua volta di apportare modifiche nella citoarchitettura. Tra le altre chinasi coinvolte, si possono citare la PKA, la MAPchinasi/ERK, la chinasi del PIP3 e le chinasi della famiglia Src, in grado di fosforilare lo stesso recettore NMDA, modulandone la sensibilità. Vengono inoltre coinvolti gli enzimi NOS, in grado di catalizzare la produzione di ossido nitrico, importante messaggero con azione retroattiva. Tutti questi eventi, portano alla modificazione delle strutture e delle proprietà del neurone post-sinaptico, con fenomeni che rendono possibile la LTP. 

### Teorie sul fenomeno dellaLTP
Benché molte evidenze sperimentali abbiano messo in evidenza le caratteristiche fisiologiche e biochimiche che contraddistinguono la LTP, è tuttavia ancora poco chiaro quali siano le strutture e le modificazioni che portano al mantenimento e al “funzionamento” delle sinapsi potenziate.
Si possono elencare 4 teorie:
- Modifica Presinaptica, ovvero che coinvolge il neurone che stimola;
- Modifica Postsinaptica, coinvolgente il neurone che viene stimolato;
- Reclutamento di terminali precedentemente non funzionanti o silenti;
- Sinaptogenesi dovuta alla stimolazione tetanica, ovvero creazione di più sinapsi (così facendo si rinforzerebbe lo stimolo depolarizzante).

Il reclutamento di terminali silenti e la sinaptogenesi è ad oggigiorno oggetto di studio, soprattutto nelle neuroscienze della plasticità sinaptica, di cui Eric Kandel è uno dei pionieri e premio nobel. La teoria della modifica presinaptica può essere sostenuta grazie alla presenza di sostanze retroattive in grado di diffondere attraverso la membrana come l'ossido nitrico e i derivati dell'acido arachidonico. La teoria della modifica postsinaptica trova il suo sostegno in tutti quei processi di trasduzione del segnale dovuti al calcio precedentemente descritti. L'integrazione e la coesistenza di tutti questi processi, riesce a dare una valida spiegazione dei fenomeni alla base della LTP.

## Caratteristiche dellaLong Term Potentiation
Si possono distinguere diverse caratteristiche del fenomeno, ognuna riveste un diverso grado di importanza in circuiti diversi:
- Cooperatività

È il fenomeno che si può avere quando si stimolano contemporaneamente più gruppi di fibre, poiché in questo caso si vanno a sommare tutti i contributi depolarizzanti di ogni assone. Dunque: più fibre vengono stimolate, più si ha la possibilità di indurre LTP.
- Associatività

Si ha quando gli input sinaptici provenienti da 2 o più assoni condividono lo stesso bersaglio post sinaptico.
La stimolazione tetanica di uno di questi assoni, proprio per la sua natura intensa, produce un effetto non solo locale, ma in grado di propagarsi lungo la membrana post sinaptica, influenzando le terminazioni con gli altri assoni. 
Si ha Associatività quando l'influenza tetanica di un assone è in grado di indurre LTP sulla propria terminazione e su altre terminazioni adiacenti: in questo caso occorre che le terminazioni adiacenti, siano stimolate dai propri assoni in fase con l'assone trasportante il tetano.
- Specificità

Si parla di specificità quando invece non si ha combinazione di fase: solo l'assone trasportante il tetano verrà indotto verso la LTP. La finestra temporale di fase entro la quale non si può più indurre una LTP nelle terminazioni adiacenti è di 800 ms.
Benché sarebbe errato attribuire queste caratteristiche alle sole proprietà del recettore NMDA (si pensi ad alcuni fenomeni di associatività tra cellule separate e distanti, forse spiegabili attraverso la secrezione di sostanze altamente diffusibili), risulta molto semplice capire come questi fenomeni siano correlati agli eventi scatenati dall'entrata del calcio (tramite canali NMDA) nel mezzo intracellulare, la cui diffusione influenza la biochimica e i processi trasduzionali cellulari anche a distanze considerevoli.
È tuttavia interessante vedere come alcuni fenomeni di LTP, confinati esclusivamente nelle fibre muscoidi in sinapsi con strutture cerebellari, siano poco correlati alle cinetiche NMDA.